# Airbus Group
Airbus SE (dawniej European Aeronautic Defence and Space Company – EADS) – koncern lotniczo-zbrojeniowy, powstały w 2000 roku w wyniku fuzji aktywów Francji, Niemiec i Hiszpanii. Głównymi spółkami powiązanymi grupy Airbus są Airbus, Airbus Helicopters i Airbus Defence and Space. Koncern EADS przeszedł proces restrukturyzacji. W jego ramach, 31 lipca 2013 roku, spółka ogłosiła, iż podjęła decyzję o scaleniu ze spółką powiązaną Airbus, i przyjęciu nowej nazwy Airbus Group. 2 stycznia 2014 roku EADS oficjalnie przyjął nazwę Airbus Group.

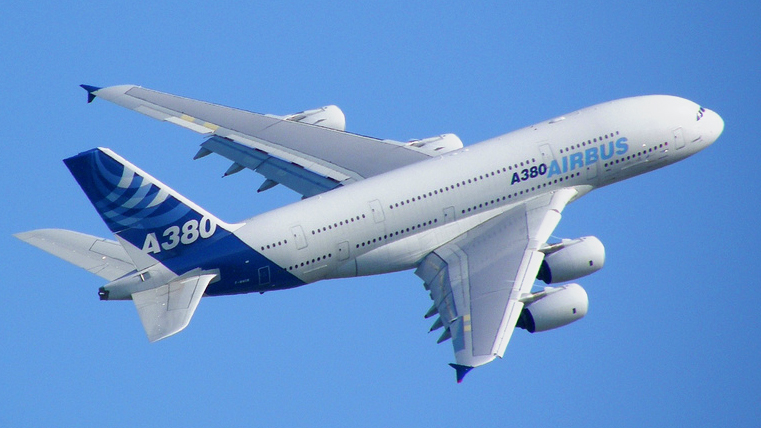
Airbus A380

## Historia
European Aeronautic Defence and Space Company utworzona została w 2000 roku z fuzji trzech przedsiębiorstw europejskich: niemieckiej DASA, francuskiej Aérospatiale Matra oraz hiszpańskiej CASA.
Ta fuzja odpowiadała zamiarom stworzenia przez Europejczyków grupy przemysłowej o znaczeniu światowym.

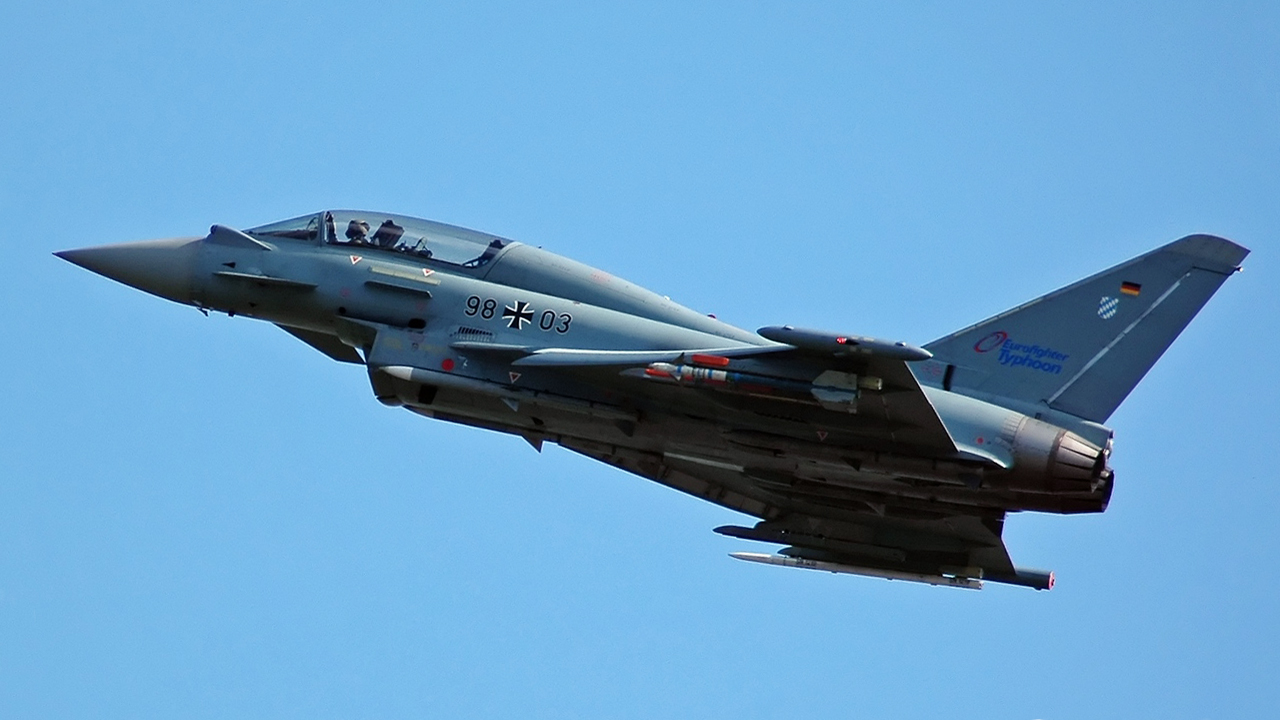
Eurofighter Typhoon

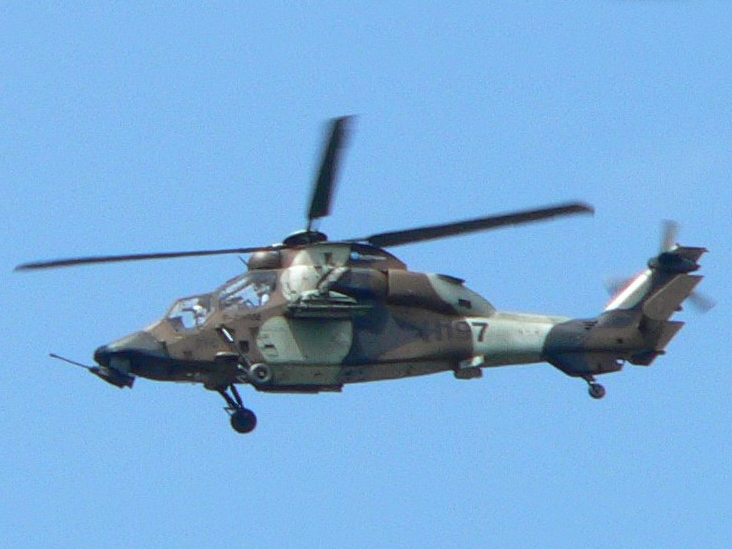
Eurocopter Tiger

## Cztery przedsiębiorstwa przed fuzją
Niemiecki koncern DASA powstał z połączenia w 1989 roku spółek: Daimler-Benz (tylko technologie wojskowe), Dornier, Messerschmitt-Bölkow-Blohm (MBB), MTU Muenchen, Telefunken Systemtechnik. W 1997 ze spółką zintegrowało się również przedsiębiorstwo Siemens Sicherungstechnik. Działalność grupy podzielona była na siedem działów: samoloty cywilne, helikoptery, samoloty wojskowe, infrastruktura kosmiczna, satelity, systemy cywilne i obronne oraz silniki lotnicze. W 1999 obroty koncernu wynosiły 9,2 mld euro, a zatrudnienie około 46 tys. pracowników.
Grupa francuska Aérospatiale Matra powstała z fuzji państwowej spółki Aérospatiale i prywatnej spółki Matra kontrolowanej przez grupę Lagardere. W powstałej spółce państwo francuskie kontrolowało 48% akcji, a holding Lagardere 33%, 17% kapitału było w obrocie giełdowym, a 2% kontrolowali pracownicy spółki. Działalność koncernu dzieliła się na cztery działy: lotnictwo, obrona i transport kosmiczny, satelity, systemy, usługi i telekomunikacja. W 1999 roku Aérospatiale Matra osiągnęła obroty rzędu 12,9 mld euro przy zatrudnieniu 52 387 pracowników.
Spółka CASA należała w 100% do państwa hiszpańskiego. W 1999 roku obroty spółki wynosiły 1,2 mld euro przy zatrudnieniu 7430 pracowników. Działalność spółki obejmowała trzy działy: samoloty, przestrzeń kosmiczna i dział remontów.
W 2006 roku koncern był drugim producentem branży lotniczo-zbrojeniowej po Boeingu, a przed Lockheed Martinem pod względem całkowitej sprzedaży, za większość dochodów firmy odpowiada sektor lotnictwa cywilnego Airbus Commercial (63% w 2011).
Pod koniec 2011 roku 49,86% akcji EADS było dostępnych w obrocie giełdowym, pozostałe 50,14% należało do holdingów z Francji, Niemiec i Hiszpanii: SOGEADE (22,35%; Groupe Lagardère i rząd Francji), Daimler AG (22,35%; z czego 7,5% kupił państwowy bank KfW) i SEPI (5,45%; rząd Hiszpanii). Pod koniec 2012 EADS planował wprowadzić bardziej biznesową strukturę własności, w której Francja i Niemcy będą posiadały po 12% akcji, Hiszpania 4%, Daimler i Lagardère pozostałe 2%, a 70% trafi na sześć europejskich giełd.
W październiku 2012 niemiecki rząd zawetował negocjacje ws. fuzji EADS z koncernem zbrojeniowym BAE Systems.
31 lipca 2013 roku podjęto decyzję o zmianie nazwy konsorcjum. Uznano, że dotychczasowa nazwa EADS może być słabo rozpoznawalną marką, zwłaszcza na pozaeuropejskich rynkach. Decyzja weszła w życie 2 stycznia 2014 roku, tym samym dotychczasowy EADS stał się Airbus Group, w której to nazwie pierwszy człon określa sztandarowe produkt firmy.

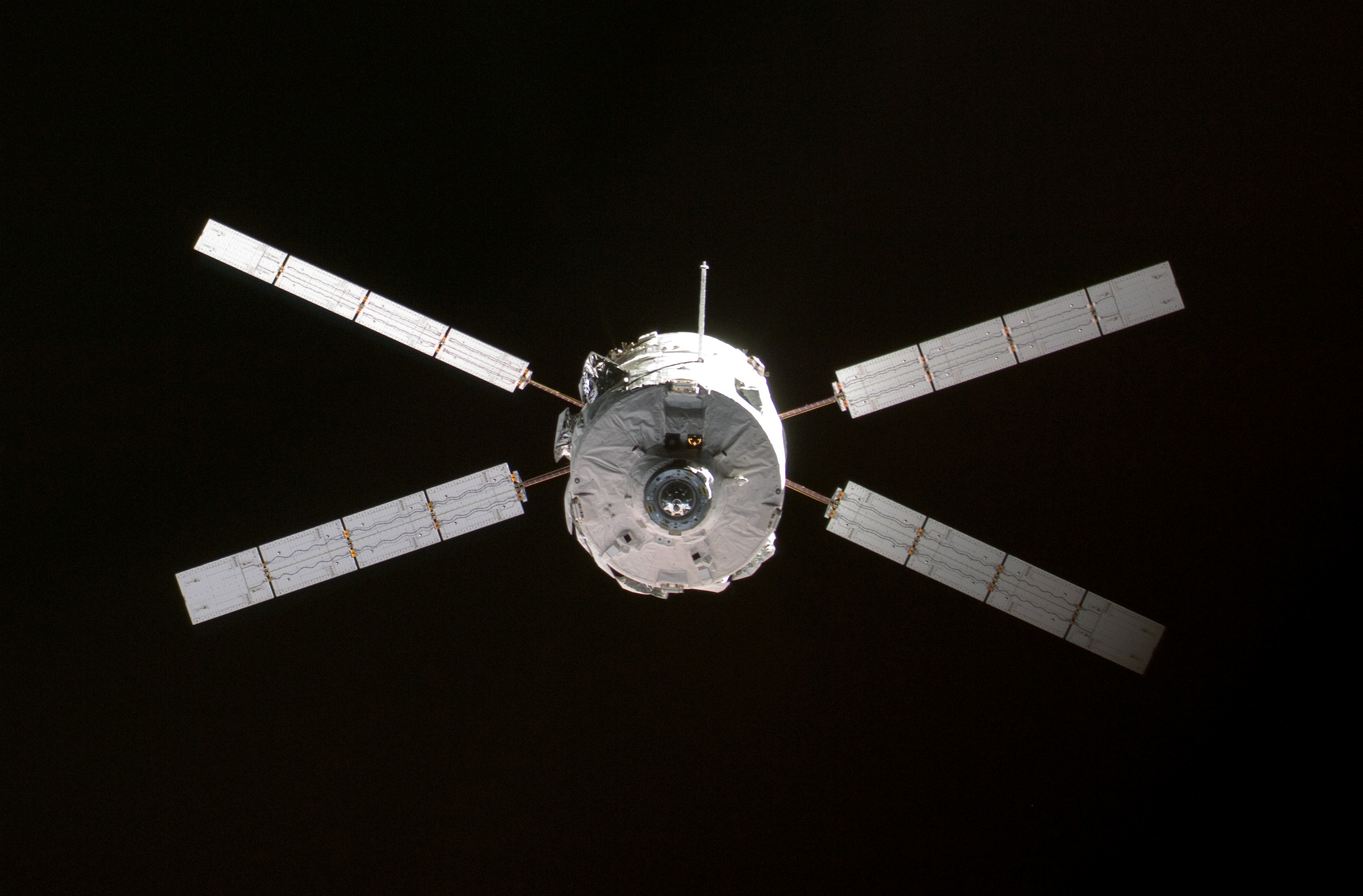
ATV Jules Verne

## Działalność
Od początku 2014 spółka prowadzi działalność zorganizowana w trzy działy:
- budowa samolotów cywilnych w ramach spółki Airbus
- budowa wojskowych samolotów transportowych, statków kosmicznych, satelitów telekomunikacyjnych i obserwacyjnych, systemów bezzałogowych, awionicznych, ostrzegawczych, radarowych, innych systemów elektronicznych w ramach działu Airbus Defence and Space  (dawne Airbus Military, EADS Astrium i Cassidian(inne języki))
- budowa helikopterów cywilnych i wojskowych w ramach spółki Airbus Helicopters (dawniej Eurocopter Group).

Do 2013 roku spółkę była zorganizowana w czterech działach: Airbus/Airbus Military, Eurocopter Group, EADS Astrium i Cassidian.

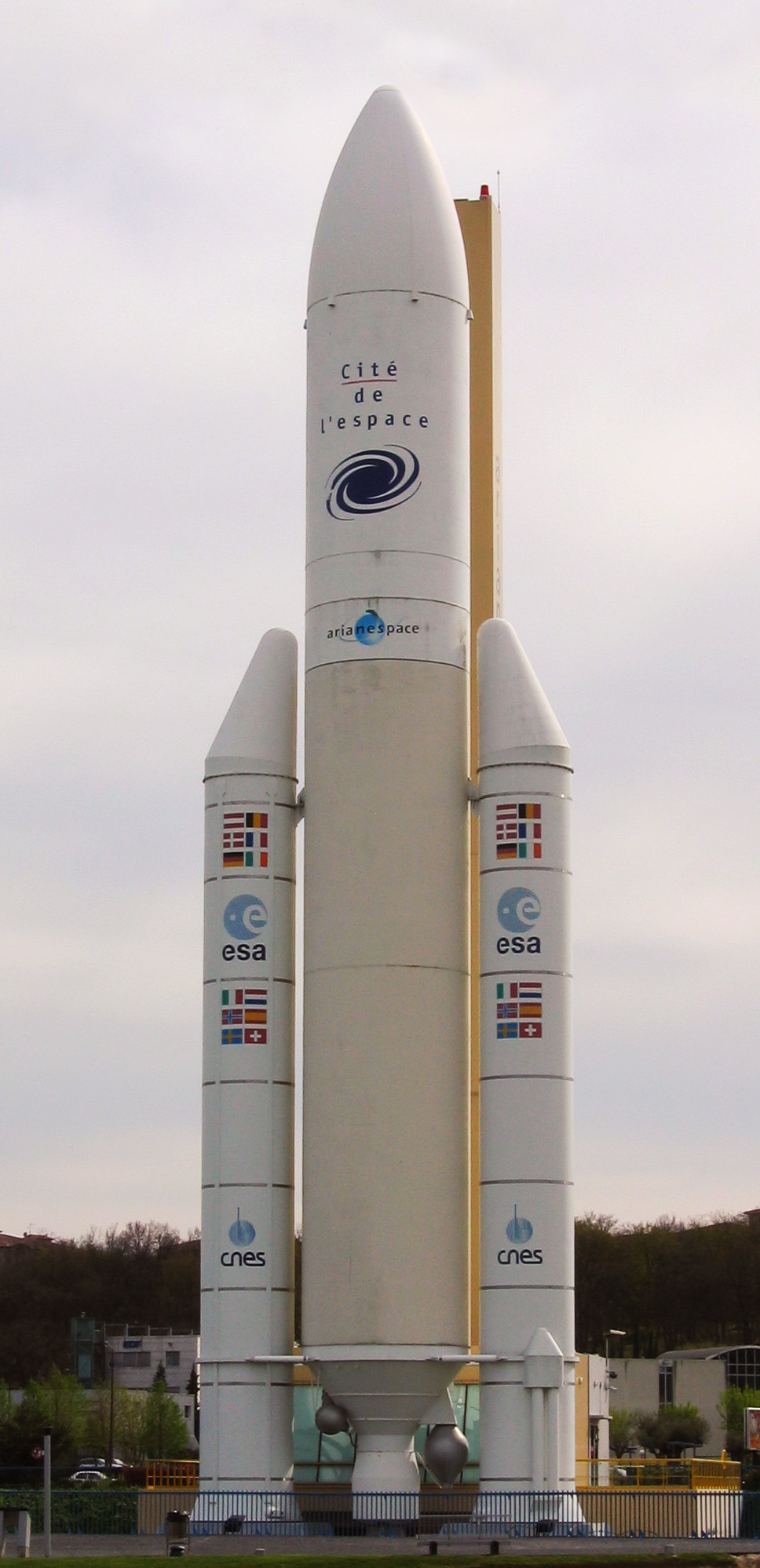
Ariane 5

Airbus Group jest właścicielem, udziałowcem lub kontraktorem w ramach:
- CSeries Aircraft Limited Partnership (50,01% udziałów) – produkcja samolotu” CSeries” pod nazwą Airbus A220 wspólnie z Bombardier Aerospace
- Airbus Group, Inc. (dawniej EADS North America) – filia koncernu zarejestrowana w USA
  - Airbus Helicopters, Inc. (dawniej American Eurocopter) – producent AS350 A-Star i UH-72A Lakota, sprzedawca śmigłowców Airbus Helicopters
- MBDA (37,5% udziałów w spółce) – producent wojskowych pocisków rakietowych
- Eurofighter Jagdflugzeug GmbH (EADS Deutschland GmbH i CASA mają 46% udziałów) – producent myśliwca Eurofighter Typhoon
- NHIndustries (Airbus Helicopters ma 62,5%) – producent śmigłowca NHI NH90
- Dassault Aviation (46,76% udziałów) – francuski producent samolotów biznesowych Falcon i wojskowych Rafale
  - Thales Group (Dassault ma 20,8% udziałów) – francuski koncern elektroniczny specjalizujący się w systemach wojskowych
- ATR (50% udziału, pozostałe 50% ma Alenia Aeronautica(inne języki)) – francuski producent turbośmigłowych samolotów pasażerskich
- Socata(inne języki) (30%) – francuski producent lekkich samolotów lotnictwa ogólnego
- Arianespace (28,59%) – komercyjny transport kosmiczny
- Patria (26,8%) – fińska firma zbrojeniowa
- naprowadzanie geosatelitarne systemu Galileo (satelity produkcji Astrium)[9]
- rakiety nośne Ariane 5 (Astrium) dla Europejskiej Agencji Kosmicznej.